# Baker Rocks
Die Baker Rocks sind eine felsspornartige Formation an der Borchgrevink-Küste des ostantarktischen Viktorialands. Sie liegen 3 km westlich der Wood Bay und 11 km nördlich des Mount Melbourne.
Der United States Geological Survey kartierte sie anhand eigener Vermessungen und mittels Luftaufnahmen der United States Navy aus den Jahren zwischen 1955 und 1963. Das Advisory Committee on Antarctic Names benannte sie Billy-Ace Baker (* 1936), Funker auf der McMurdo-Station im antarktischen Winter 1963, 1967, 1971 und 1975 sowie in den antarktischen Sommermonaten zwischen 1976 und 1980.